# Marquesado de San Juan de Buenavista
El Marquesado de San Juan de Buenavista es un título nobiliario español concedido en el Perú, el 28 de abril de 1671 por el rey Carlos II, a favor de Antonio de Mendoza y Costilla, miembro de una importante familia cusqueña durante el siglo XVII.
El título fue rehabilitado en 1915 por el rey Alfonso XIII, a favor de Amalia de Orozco y Loring, que se convirtió en la sexta marquesa de San Juan de Buenavista. 

## Origen
Esta casa nobiliaria debe su presencia en el Cusco hacia 1550, antes de la rebelión de Francisco Hernández Girón, arriba al Perú, don Jerónimo de Costilla, quien tuvo una importante participación en dicha revuelta. Ya por entonces era miembro del Cabildo del Cuzco, y posteriormente cuando en el clima de los debates por la perpetuidad de las encomiendas, la terca persistencia de los Incas de Vilcabamba y las conspiraciones mestizas, fue prontamente elegido corregidor del Cuzco. Él tuvo la responsabilidad de desbelar la conjura de los mestizos, atrapando a los principales implicados.
Emparentados con la familia Valverde, quienes ya eran Condes de Las Lagunas, los criollos Costilla acumularon grandes propiedades urbanas y rurales alrededor de la ciudad del Cusco, uniendo a su patrimonio parte del extenso patrimonio de los Valverde, hasta que a mediados del siglo XVII, una nueva alianza matrimonial, esta vez con la familia Mendoza permitió a Antonio de Mendoza y Costilla obtener la concesión del Marquesado de San Juan de Buenavista.
Un destacado miembro de esta familia fue Josefa Francisca Valverde y Costilla, condesa de Las Lagunas, descendiente directa de Francisco Valverde y Álvarez de Toledo , sobrino del Conde de Oropesa y hermano de Fray Vicente Valverde, emparentados ambos con Francisco Pizarro.  Josefa Valverde y Costilla, casó con el gobernador de Papayán (Perú),  Simón Ontañón Ximenez de Lobatón.
Los Marqueses de San Juan de Buenavista, estaban emparentados con la Familia Real de Castilla, ya que descendían por parte de sus antepasados " Valverde" de los Infantes de La Cerda, primogénitos del Rey de Castilla Alfonso X " El Sabio".
También descendían de los Duques de Alburquerque, ya que el abuelo del II Marqués, fue Francisco de Valverde y Montalvo, casó con Bernardina Fernández de la Cueva descendiente de Beltrán de la Cueva, I Duque de Alburquerque.
Esta familia emparentó también con los Emperadores Incas del Perú, ya que el II Marqués, Pablo Costilla y Valverde, era primo hermano de Francisco de Valverde y Contreras-Ulloa, que había casado con Ana de Ampuero Huaylas-Yupanqui, hija de Inés Huaylas Yupanqui, hermana del Inca Huascar y de Atahualpa. Estos tres hermanos eran hijos del Inca Huayna Cápac.
La hija del II Marqués, Constanza Costilla-Valverde y Cartagena, casó con Nicolás Jiménez de Lobatón y Azaña, que fue I Marqués de Rocafuerte, (Título creado el 17 de marzo de 1746).

## Marqueses de San Juan de Buenavista
|                                 | Titular                                          | Periodo                |
| Creación por Carlos II          | Creación por Carlos II                           | Creación por Carlos II |
| ------------------------------- | ------------------------------------------------ | ---------------------- |
| I                               | Antonio de Mendoza y Costilla                    | 1671-                  |
| II                              | Pablo Costilla Gallinato de Valverde             |                        |
| III                             | Jerónimo Costilla Gallinato de Valverde          |                        |
| IV                              | Josefa Martina Costilla Gallinato y Valdés       |                        |
| V                               | Constanza Costilla Gallinato de Valverde         | ? - ?                  |
| VI                              | ? - ?                                            |                        |
| VII                             | Felipe Moscoso y Ximénez de Lobatón              |                        |
| VIII                            | María Ángela de Valverde y Costilla              |                        |
| Rehabilitación por Alfonso XIII |                                                  |                        |
| IX                              | Amalia de Orozco y Loring                        | 1915-1969              |
| X                               | José Bernardo Meneses de Orozco y Orozco         | 1971-1973              |
| XI                              | Patricia Meneses de Orozco y García de Ontiveros | 1973-1987              |
| XII                             | Elena Meneses de Orozco y Gallego Chaves         | 1988-actual titular    |

## Historia de los marqueses de San Juan de Buenavista
- I marqués: Antonio de Mendoza y Costilla,

Le sucedió su primo hermano:
- II marqués: Pablo Costilla Gallinato de Valverde (1618-), alférez real del Cusco.

1. Casó en 1662 con sobrina Melchora de Valverde y Jaraba y luego en 1682 María Cartagena Vela y Mioño.

Le sucedió su hijo:
- III marqués: Jerónimo Costilla Gallinato de Valverde y Jaraba

1. Casó con Josefa Rosa de Valdez y Cabrera.

Le sucedió su hija:
- IV marquesa: Josefa Martina Costilla Gallinato y Valdés

1. Casó con Fernando de Moscoso Venero.

Le sucedió su tía:
- V marquesa: Constanza Costilla Gallinato de Valverde y Cartagena (Cusco, 1686-1771)

1. Casó en 1699 con su primo Francisco Tomás de Valverde y Valdez y luego con Nicolás Jiménez de Lobatón y Azaña, I marqués de Rocafuerte.

Le sucedió su hija:
- VI marquesa: María Leandra Ximénez de Lobatón y Costilla Gallinato

1. Casó con Fernando de Moscoso Venero.

Le sucedió su hijo:
- VII marqués: Felipe de Moscoso y Ximénez de Lobatón.

Le sucedió su tía:
- VIII marquesa: María Ángela de Valverde y Costilla Gallinato.

1. Casó en 1728 con Melchor Martín de las Infantas y Proleón.

Un nieto de la octava marquesa, el capitán Manuel de Valverde Ampuero y las Infantas, casado con la heredera del condado de Villaminaya, fue propuesto como jefe de una restaurada monarquía incaica durante el alzamiento cusqueño de 1805 al ser descendiente de una hija del emperador Huayna Cápac.

Rehabilitación en 1915 por:
- Amalia de Orozco y Loring, IX marquesa de San Juan de Buenavista. Murió en San Sebastián en 1969.

1. Casó con Fernando de Meneses Puertas.

Le sucedió su hijo:
- José Bernardo de Meneses Orozco y Orozco, X marqués de San Juan de Buenavista, XIII Marqués de la Rambla.

1. Casó con Cristina Gallego Chaves Escudero, XIII Condesa de Santibáñez del Río.

Le sucedió su hija:
- Patricia Meneses de Orozco y García de Ontiveros, XI marquesa de San Juan de Buenavista.

Le sucedió, por cesión, su prima:
- Elena Meneses de Orozco y Gallego de Chaves,( n. 1963 ), XII marquesa de San Juan de Buenavista. Es también XIV marquesa de la Rambla, desde 1963.

1. Casó con Carlos Miranda y Elío (segundas nupcias de Carlos), V conde de Casa Real de la Moneda y V conde de Casa Miranda.

Actual marquesa de San Juan de Buenavista.